# シンタグマ駅
シンタグマ駅 (Syntagma station, Σύνταγμα) はギリシャ、アテネの中心部、シンタグマ広場に位置するアテネ地下鉄の駅である。ブルーライン（3号線）とレッドライン（2号線）の乗り換え駅になっている。また、アテネ・トラムとも接続している。地下鉄が最初に開通したとき、駅は新しい両路線の終点駅となっていた。E.TH.E.L.バス、トラム、タクシーの交通ハブでもある。アテネ地下鉄の全駅で最も乗客の多い駅。
建築は、著名な彫刻家、Thodoros Papadimitriouによる。

## 駅構造

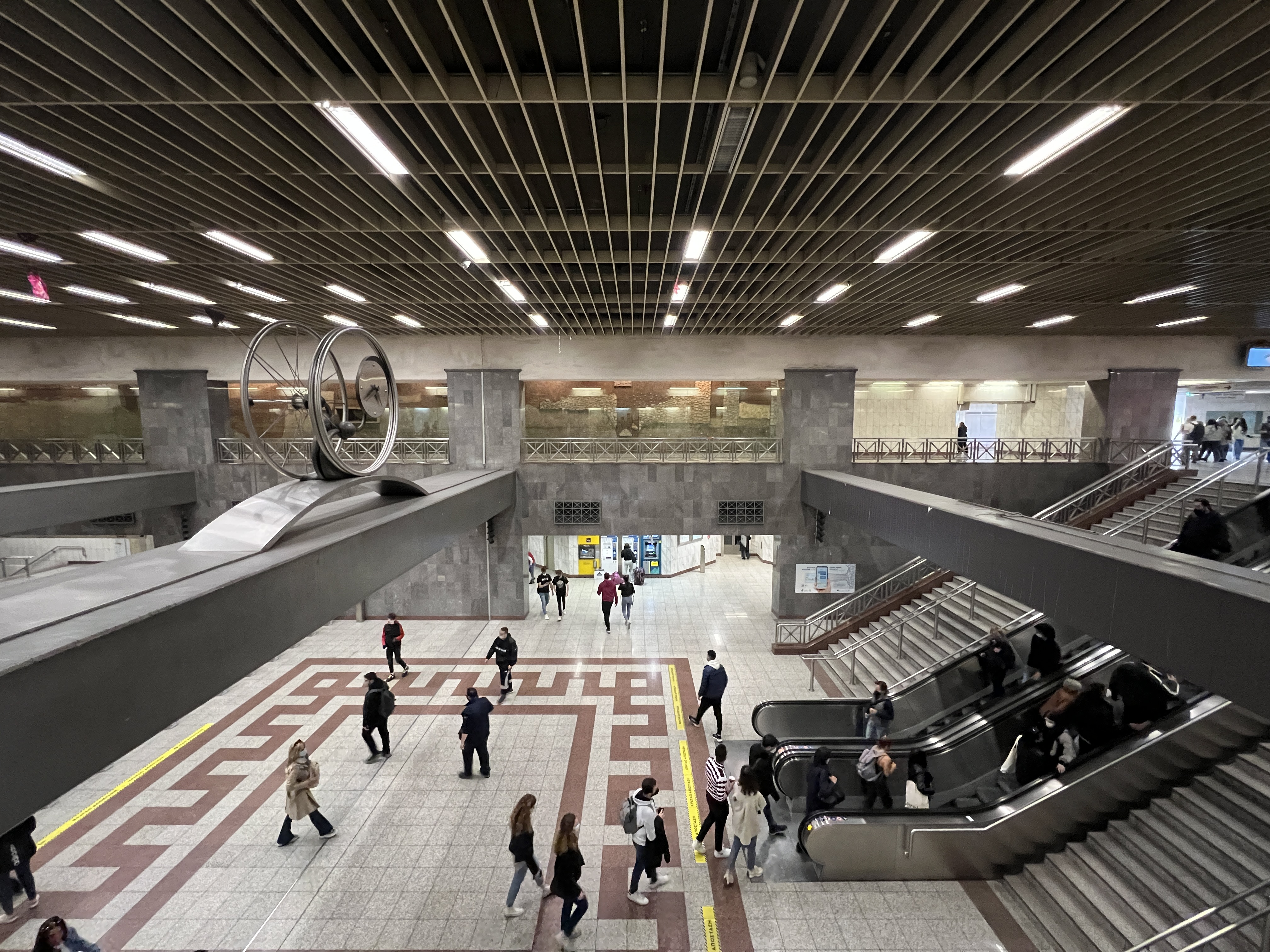
コンコース
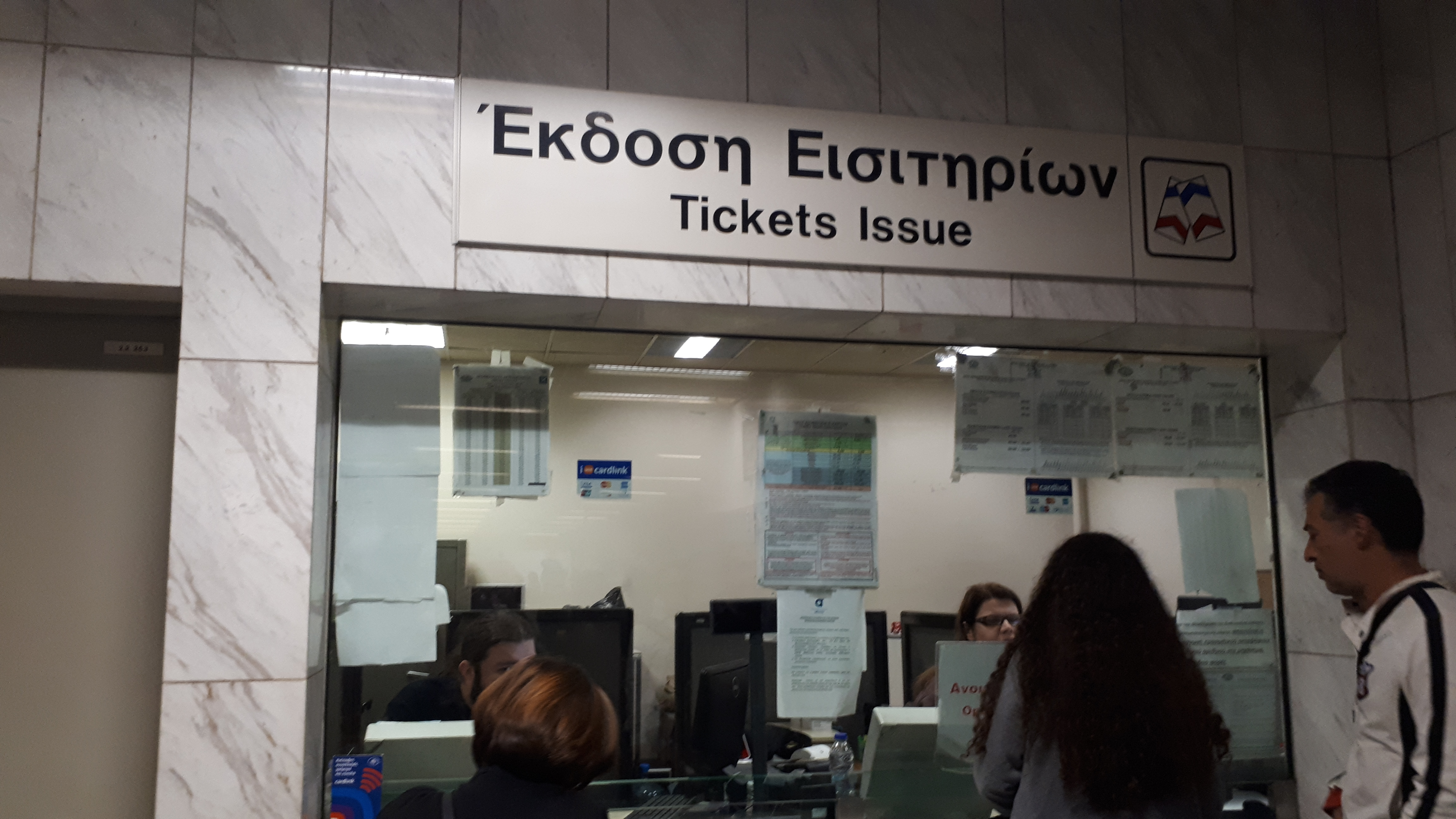
有人切符売り場
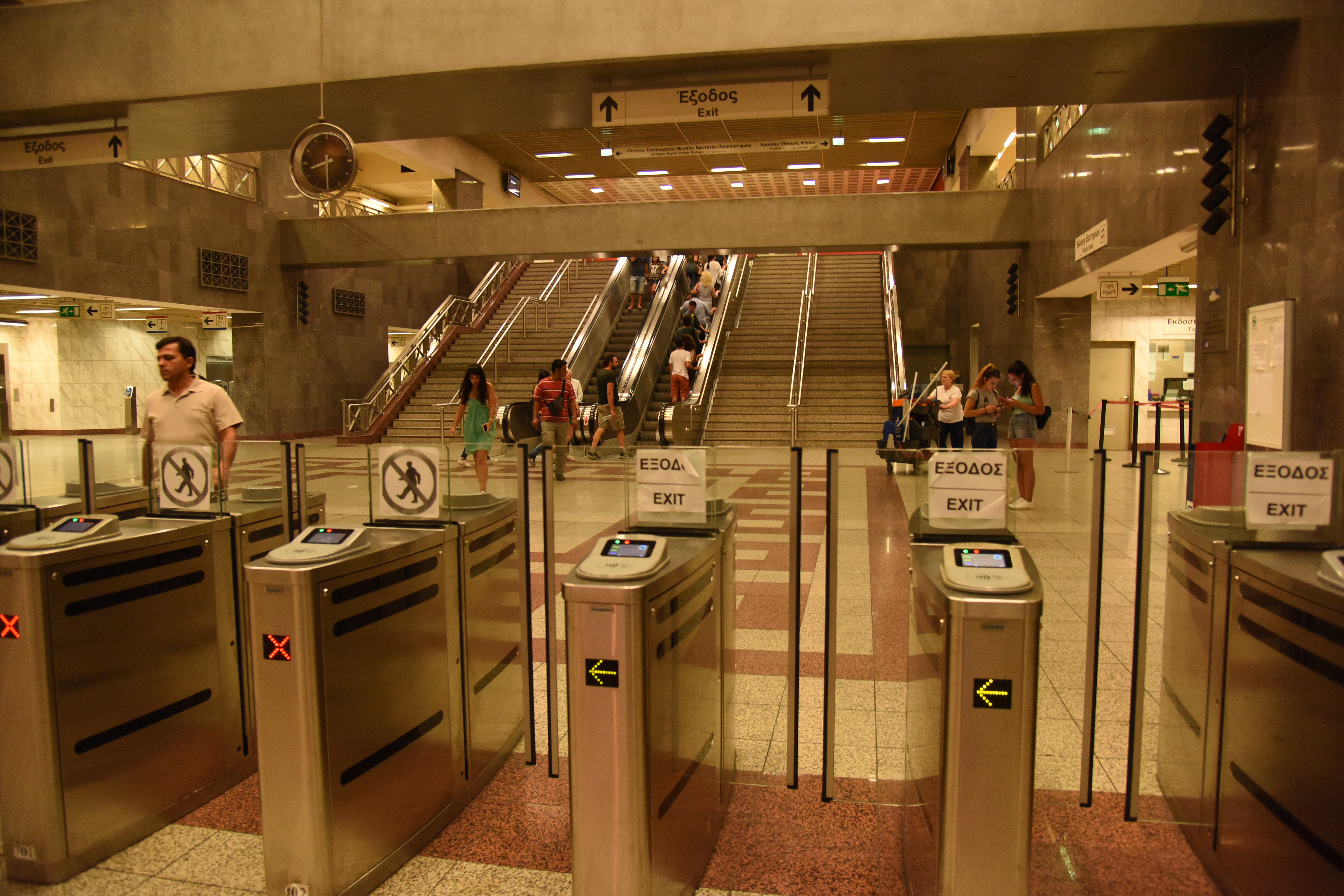
改札口
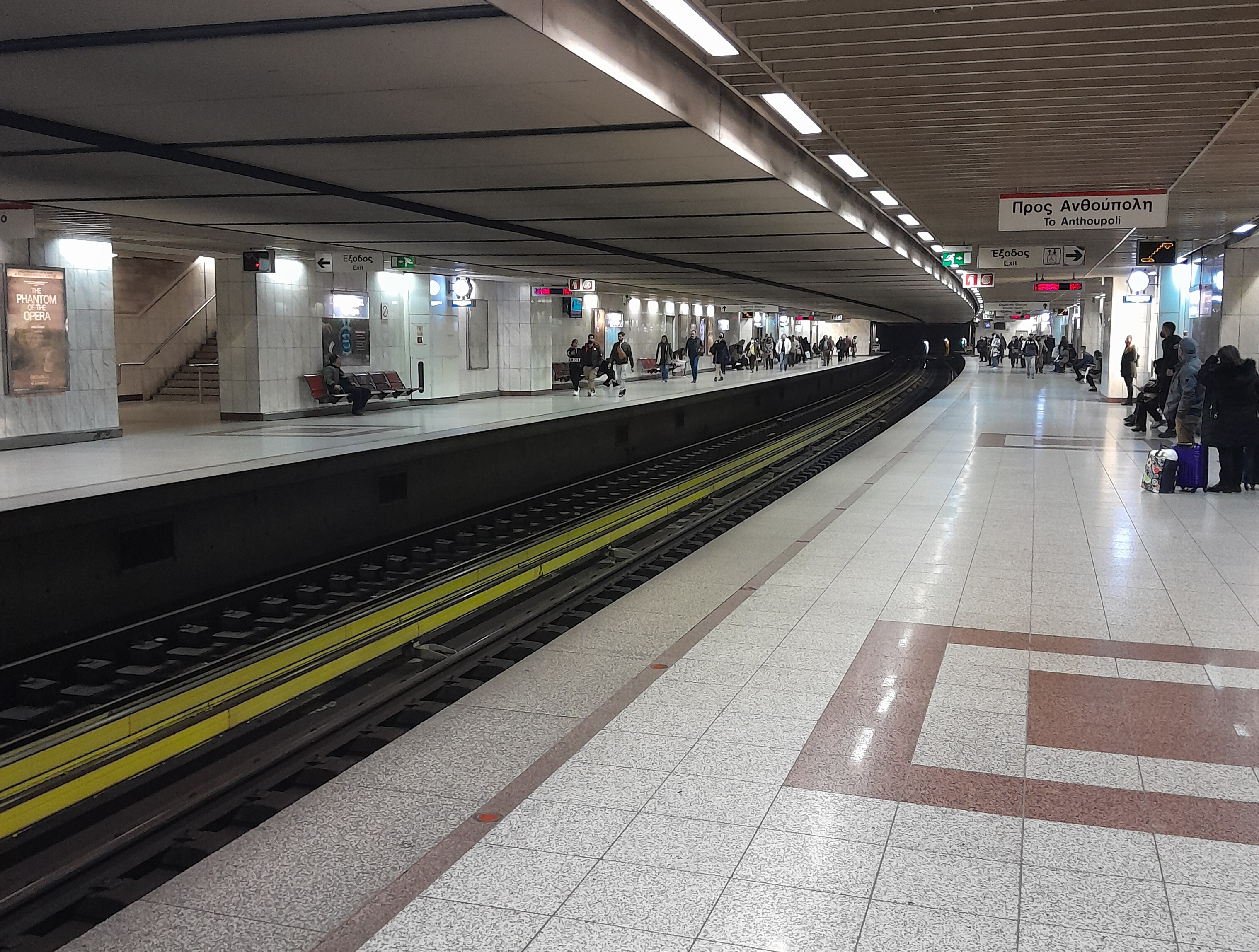
2号線のホーム
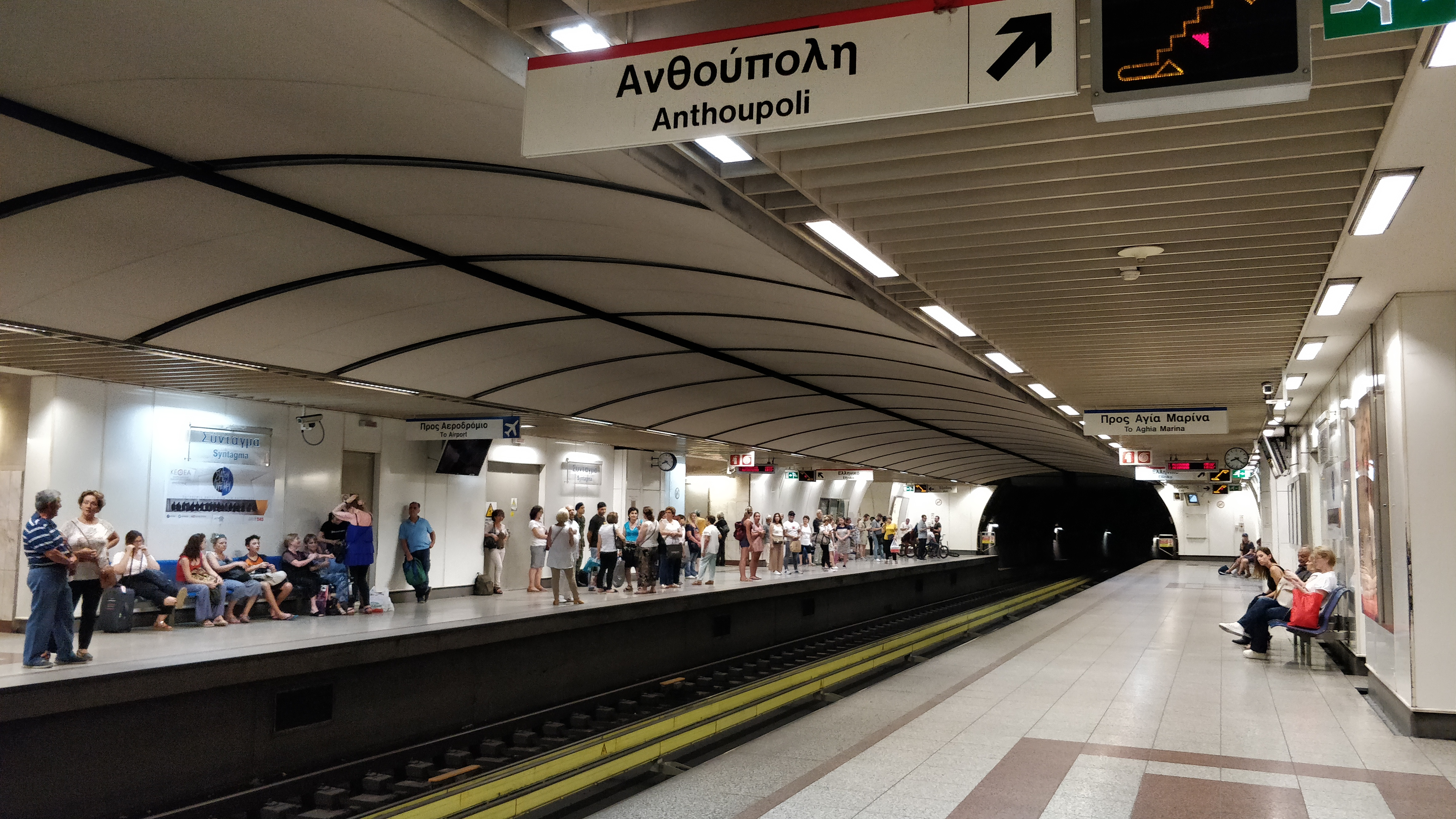
3号線のホーム

| L1階         | 相対式ホーム、左側のドアが開く | 相対式ホーム、左側のドアが開く              |
| L1階         | 5/6 番ホーム                   | ← SEF/Asklpiio Voulas方面 (ザッペイオン)    |
| G 地上階     | -                              | 出口                                        |
| L2階         | 店舗                           | チャリティ・バザー、ATM                     |
| C コンコース | コンコース                     | カスタマーサービス、切符売り場              |
| L4階         | 相対式ホーム、右側のドアが開く | 相対式ホーム、右側のドアが開く              |
| L4階         | 1 番ホーム                     | ← アンソウポリ方面 (パネピスティミオ)       |
| L4階         | 2 番ホーム                     | → エリニコ方面 (アクロポリ) →               |
| L4階         | 相対式ホーム、右側のドアが開く |                                             |
| L5階         | 相対式ホーム、右側のドアが開く | 相対式ホーム、右側のドアが開く              |
| L5階         | 3 番ホーム                     | ← アギア・マリーナ方面 (モナスティラキ)     |
| L5階         | 4 番ホーム                     | → アテネ国際空港方面 (エヴァンゲリスモス) → |
| L5階         | 相対式ホーム、右側のドアが開く |                                             |

- コンコース
- 有人切符売り場
- 改札口
- 2号線のホーム
- 3号線のホーム